# 乾荘次郎
乾 荘次郎（いぬい そうじろう、1948年 - ）は日本の小説家。徳島県徳島市生まれ。徳島県立城南高等学校卒業。早稲田大学中退。1998年の第6回松本清張賞で最終選考に残り、一躍有名になる。その後、短編集「孤愁の鬼」で時代小説家としてデビュー。

## 主な著書
- 『孤愁の鬼』廣済堂出版、2004年1月16日。ISBN 978-4331610688。
- 『本牧十二天の腕 写真師清伍事件帖』廣済堂出版〈廣済堂文庫〉、2004年8月18日。ISBN 978-4331611173。
- 『異人屋敷の遊女 写真師清伍事件帖二』廣済堂出版〈廣済堂文庫〉、2005年1月14日。ISBN 978-4331611463。
- 『無窮の道』双葉社、2005年2月22日。ISBN 978-4575235180。
- 『妻敵討ち 鴉道場日月抄』講談社〈講談社文庫〉、2005年8月11日。ISBN 978-4062751728。
- 『消えた手代 目代出入り衆新十郎事件帖』ベストセラーズ〈ベスト時代文庫〉、2006年3月1日。ISBN 978-4584365540。
- 『隠し目付 植木屋陣蔵』学習研究社〈学研Ｍ文庫〉、2006年7月13日。ISBN 978-4059004257。
- 『夜襲 鴉道場日月抄』講談社〈講談社文庫〉、2006年8月11日。ISBN 978-4062754705。
- 『付け火 目代出入り衆新十郎事件帖』ベストセラーズ〈ベスト時代文庫〉、2006年11月1日。ISBN 978-4584365786。
- 『隠し目付 植木屋陣蔵 消えた密書状』学習研究社〈学研Ｍ文庫〉、2007年2月15日。ISBN 978-4059004646。
- 『谷中下忍党』双葉社〈双葉文庫〉、2007年5月10日。ISBN 978-4575662825。
- 『金蔵破り 目代出入り衆新十郎事件帖』ベストセラーズ〈ベスト時代文庫〉、2007年8月22日。ISBN 978-4584366110。
- 『介錯 鴉道場日月抄』講談社〈講談社文庫〉、2008年1月16日。ISBN 978-4062758048。
- 『三十間堀の女 目代出入り衆新十郎事件帖』ベストセラーズ〈ベスト時代文庫〉、2008年3月22日。ISBN 978-4584366325。
- 『庚午の渦 幕末維新阿淡騒擾一件』徳島新聞社、2009年1月8日。ISBN 978-4886061171。